# On Trial (film, 1917)
Pour les articles homonymes, voir On Trial.
Pour plus de détails, voir Fiche technique et Distribution.
On Trial est un film de procès muet américain réalisé par James Young, sorti en 1917.
Le film est une adaptation de la pièce du même nom d'Elmer Rice. Il a fait l'objet d'un remake en 1928 par Archie Mayo et en 1939 par Terry O. Morse.

## Synopsis
Robert Strickland, après avoir avoué le meurtre de Gerald Trask, refuse de se défendre à la barre lors de son procès....

## Fiche technique
- Titre : On Trial
- Réalisation : James Young, assisté de W. S. Van Dyke
- Scénario : James Young  d'après la pièce d'Elmer Rice
- Société de production : The Essanay Film Manufacturing Company
- Format : Noir et blanc — 35 mm — 1,37:1 — Son : Muet
- Genre : Film dramatique
- Dates de sortie : 
  -  États-Unis : 23 juin 1917

## Distribution
- Barbara Castleton : Mrs. Robert Strickland
- Sidney Ainsworth : Robert Strickland
- Mary McAllister : Doris Strickland
- James Young : Gerald Trask
- Corene Uzzell : Mrs. Gerald Trask
- Patrick Calhoun : Glover
- John Cossar
- Richard Foster Baker : le Juge